# Axel Kempe
Axel Kempe, född 3 januari 1623 i Närpes socken, död 4 januari 1682 i Åbo, var en svensk/finländsk akademisk lärare och bibliotekarie. 
Kempe blev 1641 student vid Kungliga Akademien i Åbo, 1647 filosofie magister, 1650Kungliga Akademiens i Åbos förste bibliotekarie samt 1653 tillika adjunkt i filosofiska fakulteten. Från dessa tjänster befordrades han 1658 till professuren i politik och historia. 
Som bibliotekarie och politices professor inlade Kempe rätt aktningsvärda förtjänster. Hans Philosophia moralis sive ethica, som i disputationsform utkom 1656, upplades tre gånger. Som fortsättning till denna utgav han avhandlingar i politik, mot vilka biskop Johannes Gezelius väckte åtal, då regeringsformen vore en statshemlighet och inte borde "divulgeras". Kempe frikändes, men kanslern förklarade, att därefter sådana arbeten inte fick utges utan kungligt tillstånd. År 1671 transporterades Kempe till juridiska professuren; men hans krafter var redan brutna, och till hans biträde måste snart annan man förordnas.